# Het wonderlijke leven van Willem Parel
Het wonderlijke leven van Willem Parel is een Nederlandse film uit 1955 van Gerard Rutten. De film duurt 91 minuten, en is in zwart-wit.
Het verhaal is geïnspireerd op een van de door Wim Sonneveld gecreëerde typetjes, Willem Parel, een plat pratende zoon van een Amsterdamse orgeldraaier, die Sonneveld oorspronkelijk vooral ten gehore bracht in het theater. Begin 1953 boekte de VARA-radio Sonneveld als Willem Parel voor een pauzenummer in het programma 'Gastenboek', waarin Amsterdam centraal stond. 
De bij de VARA werkzame Karel Prior zag in de creatie van Sonneveld de ideale uitsmijter voor het toen nieuwe radioprogramma 'Showboat'. De cabaretier was niet meteen enthousiast, hij maakte zich vooral zorgen over de beschikbaarheid van tekstmateriaal. Amsterdammer, schrijver en tekstdichter Eli Asser zou daarin voorzien.
Na twee seizoenen Showboat wilde Sonneveld er een punt achter zetten. Willem Parel was een nationale figuur geworden, zodanig dat zijn eigen creatie hem tegen begon te staan. Een poging, in het najaar van 1954, om met de nieuwe creatie 'Oom Wim' de figuur van Willem Parel te doen vergeten mislukte.
Aangezien Parel volgens Sonneveld desondanks een goed vehikel voor een speelfilm zou kunnen zijn probeerde hij financiers en producenten voor zo'n productie te interesseren. Uiteindelijk kwam hij uit bij Joop Geesink, die een filmbedrijf in Duivendrecht had. Regisseur werd Gerard Rutten, hij was geen fan van het Parel-genre, maar bleek goed in staat om de tijdgeest van de jaren 1950 vast te leggen.
De Parel-film werd gemaakt naar een scenario van Eli Asser, Max Dendermonde, Wim Sonneveld en diens partner Huub Janssen. Sonneveld vertolkte de hoofdrol van Willem Parel. Andere acteurs in de film waren onder meer Joop Doderer, Hans Kaart en Albert Mol. Rijk de Gooyer maakte in de rolprent zijn filmdebuut.

## Verhaal
Wim Sonneveld wil van zijn alter ego Willem Parel af. Maar dan stapt Parel uit een poster die ergens aan een muur hangt, en gaat het personage een eigen leven leiden. Zo zet hij onder andere de Jordaan en de Apollolaan op stelten, en brengt hij menig lied ten gehore (zoals Daar is de orgelman) in diverse kroegen, waar hij het ook nog aan de stok krijgt met een Brabander en een Groninger.

## Rolverdeling
| Acteur         | Personage                  |
| -------------- | -------------------------- |
| Wim Sonneveld  | Willem Parel/Wim Sonneveld |
| Péronne Hosang | Hermine Toets              |
| Femke Boersma  | Angele                     |
| Hans Kaart     | Huipie (de Brabander)      |
| Joop Doderer   | de Groninger               |
| Albert Mol     | Jopie                      |
| Thom Kelling   | de Hagenaar                |
| Herbert Joeks  | Directeur Radio Omroep     |

1896-1909 · 1910-19 · 1920-29 · 1930-39 · 1940-49 · 1950-59 · 1960-69 · 1970-79 · 1980-89 · 1990-99 · 2000-09 · 2010-19
· 2020-29